# Sueras/Suera
Sueras/Suera är en kommun i Spanien.   Den ligger i provinsen Província de Castelló och regionen Valencia, i den östra delen av landet, 290 km öster om huvudstaden Madrid. Antalet invånare är 650. Arean är 22,2 kvadratkilometer. Sueras/Suera gränsar till Alcudia de Veo, Ayódar, Fanzara, Tales och Villamalur. 
Terrängen i Sueras/Suera är lite kuperad.